# Partito del Referendum
Il Partito del Referendum è stato partito politico euroscettico e single-issue britannico che ha proposto un referendum sulle relazioni del paese con l'Unione europea. È stato fondato dall'imprenditore e miliardario James Goldsmith per le elezioni generali britanniche del 1997.

## Programma
Il partito ha cercato di indire un referendum sull'adesione del Regno Unito all'Unione europea. Intendeva correre in qualsiasi collegio elettorale in cui non vi era un candidato per sostenere tale voto. I collegi per i quali non ha corso erano generalmente occupati da parlamentari conservatori euroscettici. Tuttavia, non ha anche partecipato contro parlamentari filoeuropei di tutti i partiti che hanno sostenuto un referendum. Di conseguenza, la maggior parte dei candidati, membri e sostenitori del Partito del Referendum erano euroscettici, ma c'erano sicuramente sostenitori pro-europei. Il Partito del Referendum non si è proposto nell'Irlanda del Nord, ma ha sostenuto il Partito Unionista dell'Ulster.
Il 28 novembre 1996, il partito ha introdotto la questione che doveva essere votata in un referendum:
Il partito aveva un seggio alla Camera dei comuni poco prima delle elezioni, quando il deputato conservatore del collegio elettorale di Reigate George Gardiner entrò nel Partito del Referendum.

## Elezioni generali del 1997
Nel marzo 1997, il partito ha inviato videocassette a cinque milioni di famiglie. Nel film di 12 minuti, presentato dal conduttore televisivo Gavin Campbell, le famiglie sono state messe in guardia da un "super-stato federale europeo".
Nelle elezioni generali del 1997, il partito ha ricevuto oltre 800.000 voti, rendendolo la quarta forza politica più forte, ma non ha ottenuto un seggio.
Secondo un'analisi di John Curtice e Michael Steed, "solo un piccolo numero di conservatori ha perso il seggio a causa dell'emergere del Partito del Referendum". Secondo le sue stime, solo quattro seggi in più sarebbero andati al Partito Conservatore se il Partito del Referendum non avesse corso. L'analisi di Curtice e Steed conclude che ogni volta che veniva nominato un candidato del Partito del Referendum o del Partito per l'Indipendenza del Regno Unito, i conservatori subivano una perdita di voti. Se un candidato del Partito del Referendum riceveva un'alta percentuale di voti, era più probabile che attirasse gli elettori che altrimenti avrebbero votato per il Partito Laburista o per i Liberal Democratici.
George Gardiner corse per la rielezione nel collegio elettorale di Reigate per il Partito del Referendum, ma fu sconfitto dal nuovo candidato conservatore.
Goldsmith disse che voleva far proseguire il partito, ma la sua morte nel luglio 1997 lo privò del suo leader più importante e delle risorse finanziarie che aveva avuto. Il partito si sciolse poco dopo.

## Organizzazioni successive
Personaggi di spicco del partito, tra cui la vedova di Goldsmith, Lady Anabel Goldsmith, fondarono un'organizzazione successiva, il Movimento del Referendum. Questo si è unito nel gennaio 1999 con l'organizzazione anti-euro Euro Information Campaign, fondata dal milionario Paul Sykes, per formare il Movimento Democratico. Non è una partito, ma un gruppo di difesa.